# Misandrie
Misandrie of mannenhaat is een ziekelijke afkeer van mannen. Het komt van het Griekse misos (μῖσος), haat, en anēr (ἀνήρ), man. De pendant ervan is misogynie of vrouwenhaat.
Misandrie kan zich manifesteren op verschillende manieren, zoals seksuele discriminatie, laster en geweld tegen mannen.

## Geschiedenis
Gebruik van het woord kan worden herleid tot in de negentiende eeuw. Een van de vermeldingen was in 1871 in het tijdschrift The Spectator. Het woord verscheen in 1952 in het Engelse woordenboek van Merriam-Webster. De vertaling van het Franse misandrie naar het Duitse Männerhass werd reeds vermeld in 1803.
In zijn proefschrift Das unmoralische Geschlecht – Zur Geburt der Negativen Andrologie, analyseert de Duitse socioloog Christoph Kucklick het ontstaan van de moderne mannelijkheid en het negatieve beeld van de mens. De stelling van dit proefschrift is dat het stereotype van de immorele, gewelddadige, seksueel onverzadigbare man ver vóór het moderne feminisme werd geboren, namelijk in de zadeltijd rond 1800 aan het begin van de moderniteit door filosofen als John Millar, Johann Gottlieb Fichte en Wilhelm von Humboldt.

## Voorbeelden
Volgens Psychology Today zijn vormen van misandrie overal terug te vinden, van subtiele tot expliciete vormen. Voorbeelden hiervan zijn teksten op stickers, T-shirts, koffiebekers en in strips, tekenfilms en sitcoms. Ook zijn er vormen waar feministen mannen belachelijk maken op ironische wijze. In 2003 kwam kledingmerk David & Goliath in opspraak door het plaatsen van de tekst "Boys are stupid, throw rocks at them!" (jongens zijn stom, gooi stenen naar ze!) op T-shirts. De kleding werd na protest uit de handel verwijderd.
In 2024 kwam het onderwerp ter sprake in het gedachte-experiment Man of beer: sommige mannen beschuldigden vrouwen in dat experiment ervan aan misandrie te doen.